# 日本半钱铜币
半钱铜币是日本明治年间铸造发行的一种面额为“半钱”的铜币，每两枚价值一钱，每二百枚价值一日元。该币为按照1871年《新货条例》发行的辅助货币，自明治六年（1873年）开始发行，其后直至明治二十一年（1888年），除明治十一年（1878年）外均有发行。1953年，日本通过《小额通货整理法》，面额低于1日元的货币被废止，半钱铜币退出流通
该铜币是日本自明治十七年（1884年）一厘铜币因不便流通停铸后至大正五厘铜币发行前发行的面额最小的货币。

## 历史
日本造幣局在明治三年（1870年）制作了最早的半钱试铸币，试铸币材质为铜98%、錫1%和锌1%，直径为七分七厘，重量为九分四八七五。尽管同为试铸币，明治三年版半钱铜币的数量要远少于同年版的一钱铜币。该币在样式上可视为一钱铜币的缩小版，仅面额和兑换说明中有数字上的区别。该币正面以珠点圆环分为内外两层，内层为龙图，龙头朝右，闭口为吽形，外圈文字全部朝向钱币中心，顺时针为“大日本·明治三年·半錢”，背面也以珠点圆环分为内外两层，内层为旭日图案，正上方为菊花紋章，菊花两侧各3字，合为“二百枚換一圓”，下方为蔓草图案，左邊圖案為桐的枝葉及花，右邊圖案為菊花的枝葉及花。
明治六年（1873年），日本太政官颁布太政官达，修改半钱铜币的样式，并正式开始发行。正式版半钱铜币的材质未变，直径改为七分二厘（22.2毫米），重量为九分五〇四（3.56克），样式仍与同时期的一钱铜币保持一致，正面相比明治三年的试铸币，仅外圈钱文中的“半钱”改为逆时针书写的英文面额“1/2 SEN”，背面图案未变。明治十年所铸半钱铜币龙图的鳞片分为角鳞和波鳞两种，此后的则全部为波鳞。

## 版别
根据半钱铜币背面龙图细节上的不同，可分为角鳞和波鳞两大类，波鳞有可分为粗鱗、細鱗、密鱗等版别。

## 历年铸造量
| 币面纪年     | 公历纪年 | 发行枚数   | 信息来源 |
| ------------ | -------- | ---------- | -------- |
| 明治六年     | 1873年   | 16,804,440 | [ 8 ]    |
| 明治七年     | 1874年   | 10,881,710 | [ 9 ]    |
| 明治八年     | 1875年   | 17,037,928 | [ 8 ]    |
| 明治九年     | 1876年   | 24,292,478 | [ 8 ]    |
| 明治十年     | 1877年   | 29,278,520 | [ 8 ]    |
| 明治十二年   | 1879年   | 29,963,706 | [ 10 ]   |
| 明治十三年   | 1880年   | 14,090,894 | [ 10 ]   |
| 明治十四年   | 1881年   | 17,929,026 | [ 10 ]   |
| 明治十五年   | 1882年   | 26,458,976 | [ 10 ]   |
| 明治十六年   | 1883年   | 38,202,062 | [ 10 ]   |
| 明治十七年   | 1884年   | 38,480,248 | [ 10 ]   |
| 明治十八年   | 1885年   | 31,166,240 | [ 10 ]   |
| 明治十九年   | 1886年   | 31,831,244 | [ 10 ]   |
| 明治二十年   | 1887年   | 35,651,564 | [ 10 ]   |
| 明治二十一年 | 1888年   | 25,744,686 | [ 10 ]   |
| 明治二十五年 | 1892年   | 未发行     | [ 10 ]   |